# Бой за Ногалес (1913)
Бой за Ногалес (исп. Nogales) — одно из первых столкновений между повстанцами-конституционалистами и правительственными силами в начале второго этапа Мексиканской революции.
После военного переворота 19 февраля (Трагическая декада) губернатор штата Коауило Венустиано Карранса объявил 19 февраля 1913 года о непризнании правительства Викториано Уэрты, так как оно было образовано неконституционным путем, и 26 марта выступил с «Планом Гуадалупе», призвав мексиканцев поднять восстание и присоединиться к его «конституционалистской армии», «верховным главнокомандующим» которой он провозгласил себя.
Первым штатом, поддержавшим Каррансу, стала Сонора, парламент которой 5 марта выразил недоверие федеральному правительству и призвал своих сторонников создавать отряды для борьбы с уэртистами. Одним из первых на призыв откликнулись выдвинувшиеся во время мадеристской революции местные командиры Альваро Обрегон, Бенхамин Хилл и Плутарко Кальес.
Первой военной акцией в Соноре против войск Викториано Уэрты было взятие Ногалеса 13 марта 1913 года. Во главе своего «4-го добровольческого батальона Соноры» силой около 600 человек полковник Альваро Обрегон отправился в Ногалес. Обрегон выбрал Ногалес в качестве места для начала военных действий против Уэрты, потому что его расположение на границе с Аризоной позволяло получать из США оружие и боеприпасы, вывозить продукты из Соноры, иметь почти мгновенную телеграфную связь с остальной частью страны и мира, контролировать экспорт из богатых горнодобывающих районов для финансирования повстанческого движения.
Город защищали около 100 человек под командованием подполковника Мануэля Рейеса, который для увеличения своих сил использовал около 130 человек из фискальной жандармерии под командованием полковника Эмилио Костерлицки. Рейес приказал восстановить семь траншей, расположенных на холмах к востоку и западу от города. 54 стрелков защищали южный вход в город. 25 человек располагались примерно 500 метров южнее в качестве авангарда на случай приближения нападавших.
11 марта в дождливую погоду Обрегон со своими силами подошел к городу с юга и вскоре после полудня 12-го предложил гарнизону капитуляцию, отвергнутую его защитниками. С наступлением темноты Обрегон послал две колонны, примерно по 150 человек в каждой, чтобы окружить город, расположенный в каньоне, приказав им начать атаку 13 марта в час ночи. Сам Обрегон и 16 конных повстанцев должны были атаковать с юга по каньону. Однако фланговые колонны задержались, поэтому бой начался на рассвете 13-го и продолжался в течение всего дня. Около 16:00 у защитников закончались боеприпасы, и подполковник Рейес решил перейти границу и сдаться властям США, что и произошло около 17:00. Бойцы Обрегона ждали до следующего дня, чтобы войти в город.
Десятью днями позже была взята Кананеа с ее медными рудниками. В конце марта с правительственными войсками уже воевали 8000 хорошо организованных и вооруженных конституционалистов.